# Millvina Dean

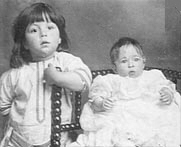
Millvina Dean en haar oudere broer Bertram in 1912

Elizabeth Gladys Millvina Dean (Londen, 2 februari 1912 – Hampshire, 31 mei 2009) was een Engelse vrouw en de jongste passagier van de RMS Titanic. Sinds 2007, toen Barbara West op 96-jarige leeftijd overleed, was ze de laatste overlevende van de ramp. Omdat Millvina pas twee maanden oud was toen de Titanic zonk, had ze geen bewuste herinneringen aan de ramp.
Dean werd geboren als dochter van Bertram Frank Dean en Georgette Eva Light. De familie wilde emigreren naar Wichita in Kansas en boekte een derde klas reis naar de Verenigde Staten op RMS Titanic.
Toen het schip op 15 april 1912 zonk, werden Millvina's moeder, haar broer Bertram en Millvina zelf gered door reddingsboot 10. Vader Bertram Frank Dean overleefde de ramp niet. Zijn lichaam is nooit gevonden.
Vervolgens verhuisde de familie terug naar Engeland. Dean werd een bezienswaardigheid. Mensen waren verbaasd over hoe "zo'n klein meisje" de ramp kon overleven. Millvina kwam er zelf pas achter dat ze een overlevende van de Titanic was toen ze acht jaar oud was en haar moeder opnieuw van plan was te trouwen.
Dean trouwde zelf nooit. Tijdens de Tweede Wereldoorlog werkte ze voor de regering. Sinds de jaren 80 deed ze actief mee aan conventies over de Titanic.
Dean overleed op 31 mei 2009, exact 98 jaar nadat de Titanic te water werd gelaten. Haar as werd op 24 oktober 2009 uitgestrooid vanaf de steiger in de haven van Southampton, waarvandaan de Titanic in 1912 was vertrokken.